# Jizō-ji
Jizō-ji (地蔵寺?) es un templo budista de la secta Shingon en la localidad de Itano, prefectura de Tokushima, Japón. Se trata del 5.º templo de peregrinación del Camino de Shikoku. Se dice que el templo fue fundado por Kōbō Daishi, quien talló la imagen principal de Enmei Jizō Bosatsu. El Hondō (1711-1716), Daishi-dō (1711-1716), Fudō-dō (1751-1830), Kyōgura (1810) y Gohyakurakandō (1922) se han incluido en el registro de propiedades culturales niponas.

## Historia

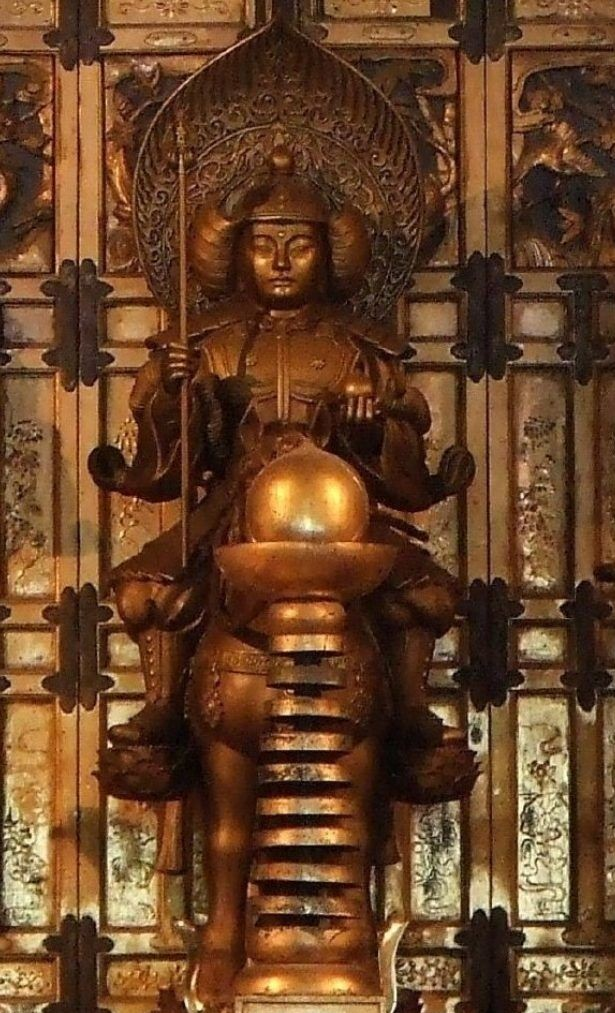
La imagen principal del templo consiste en una estatua de Jizō con armadura y montado a caballo.

Kūkai fundó el templo en 821 a petición del Emperador Saga. Esculpió una estatua de Jizō, de unos 5,5 cm, y la consagró como imagen principal. La familia imperial visitó el templo con devoción durante las tres generaciones siguientes, incluyendo al Emperador Junna y el Emperador Ninmyō.
Debido a su fe en la figura de Jizō como shōgun, comandantes militares como Minamoto no Yoritomo, Yoshitsune y el clan Hachisuka hicieron muchas donaciones al templo. Con estas donaciones, se amplió el territorio de la institución, y el Jizō-ji contaba con alrededor de 300 templos filiales en las provincias de Awa, Sanuki e Iyo. Sin embargo, durante la unificación de Shikoku por parte de Chōsokabe Motochika, el recinto fue incendiado.
El Jizō-ji fue reconstruido y ampliado gracias a los esfuerzos de los sucesivos sacerdotes, monjes y creyentes, y el recinto sigue siendo extenso. El sajón Rakan fue construido en 1775 por dos hermanos que eran sacerdotes del templo. Sin embargo, fue dañado por un incendio en 1915 y reconstruido en 1922, y ahora solo quedan alrededor de doscientas de las estatuas originales.